# Onorato Nicoletti
Pour les articles homonymes, voir Nicoletti.
Onorato Nicoletti (Rieti, 21 juin 1872 – Pise, 31 décembre 1929) est un mathématicien italien.

## Biographie
Il termine ses études supérieures en mathématiques en 1894 à la Scuola Normale de Pise. En 1898, il devient professeur de calcul à l'université de Modène. Au bout de deux ans, il retourne à Pise, où il est d'abord professeur d'algèbre puis, après la mort d'Ulisse Dini, de calcul infinitésimal.
Il publie des travaux dans divers domaines des mathématiques, notamment l'analyse algébrique, l'analyse infinitésimale, les équations liées aux matrices hermitiennes et les équations différentielles. Il apporte des contributions originales à la théorie de Max Dehn sur l'équivalence des agrégats polyédriques, en l'élargissant et la généralise avec toute une classe de nouvelles relations.
Il collabore à la rédaction de l'Encyclopédie Hoepli de mathématiques élémentaires (it) avec deux articles monographiques : Forme razionali di una o più variabili (Formes rationnelles d'une ou plusieurs variables) et Proprietà generali delle funzioni algebriche (Propriétés générales des fonctions algébriques).
Grand expert sur l'enseignement des mathématiques, il édite une série d'éditions à succès pour les écoles secondaires avec Roberto Marcolongo.
Il est conférencier invité au Congrès international des mathématiciens à Rome en 1908, avec une conférence intitulée « Sulla riduzione a forma canonica di un fascio di forme bilineari e quadratiche » (Sur la réduction à la forme canonique d'un faisceau de formes bilinéaires et quadratiques).

## Publications
- « Su un sistema di equazioni a derivate parziali del secondo ordine », Rendic. Acc. Lincei, 5e série, vol. 4,‎ 1895, p. 197-202 (lire en ligne).
- « Sulle condizioni iniziali che determiniano gli integrali della differenziali ordinazie », Atti della R. Acc. Sc. Torino,‎ 1898 (1897), p. 746-759 (lire en ligne).
- « Sulla teoria della convergenza degli algoritmi di iterazione », Annali di Matematica Pura ed Applicata, 1re série, vol. 14, no 1,‎ 1908, p. 1-32 (lire en ligne).
- « Sulla caratteristica delle matrici di Sylvester e di Bezout », Rendiconti del Circolo Matematico di Palermo, 1re série, vol. 28, no 1,‎ 1909 (DOI 10.1007/BF03018209, lire en ligne)
- « Sulla equivalenza dei poliedri », Rendiconti del Circolo Matematico di Palermo, 1re série, vol. 37, no 1,‎ 1914, p. 47-75 (lire en ligne).
- avec Eugenio Bertini et Luigi Bianchi, « Relazione sulla memoria di Albanese «Intorno ad alcuni concetti e teoremi fondamentali sui sistemi di curve d'una superficie algebrica », Annali della Scuola Normale Superiore di Pisa-Classe di Scienze, vol. 14,‎ 1922, p. XI-XV (lire en ligne).
- « Un teorema di limite », Annali di Matematica Pura ed Applicata, vol. 1, no 1,‎ 1924, p. 91-104 (DOI 10.1007/BF02409915).